# Raderfordium
A raderfordium a periódusos rendszer 104-es rendszámú, mesterségesen előállított eleme, vegyjele Rf. Legstabilabb ismert izotópja a körülbelül 80 perces felezési idejű 267Rf.

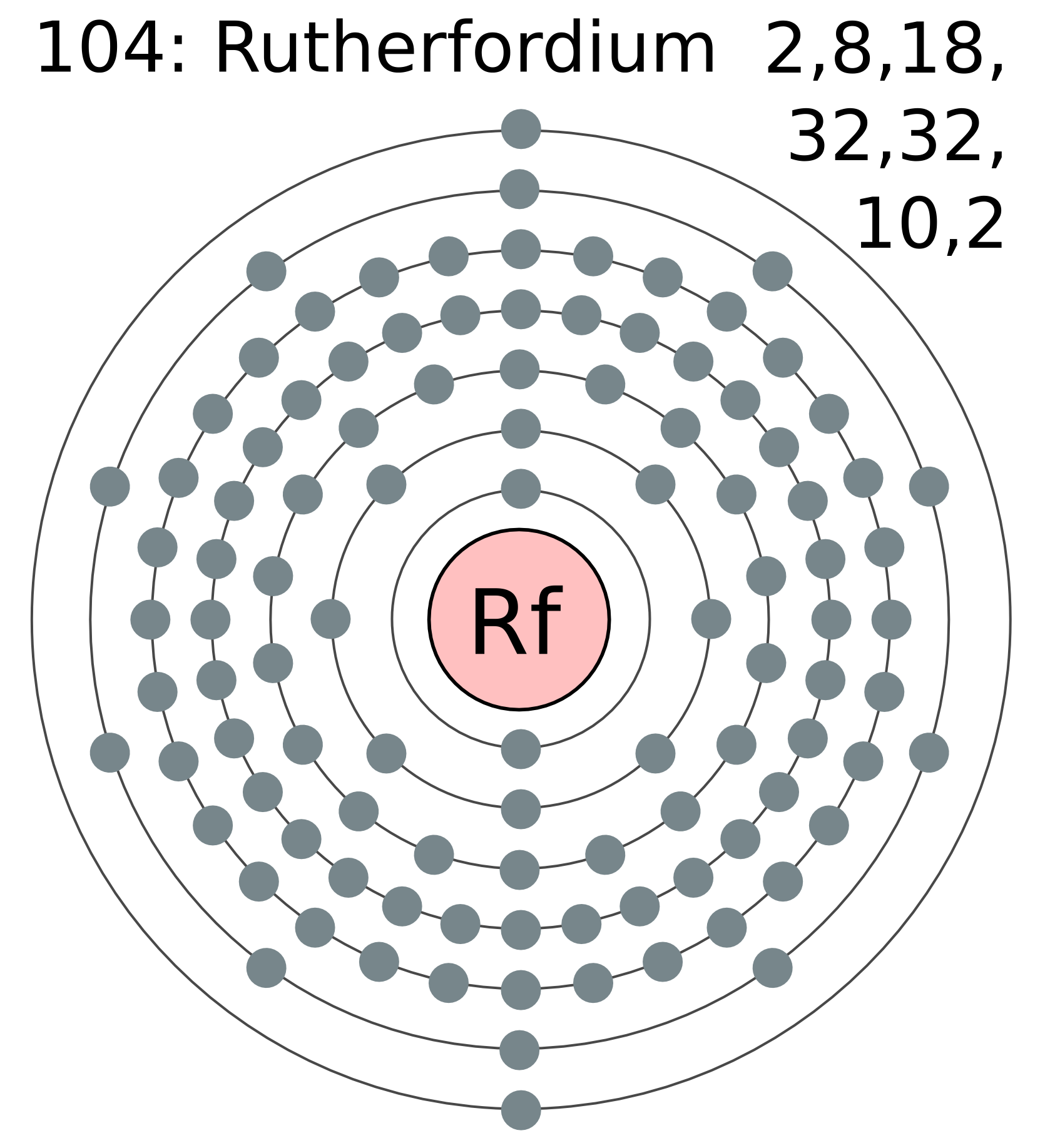
A raderfordium elektronszerkezete

## Elnevezése
Európa keleti felében korábban a kurcsatóvium nevet használták, (Igor Vasziljevics Kurcsatov szovjet atomfizikus tiszteletére), Ku vegyjellel, de a felfedezések elsőbbségének vitájában a IUPAC végül az amerikai tudósok által javasolt nevet (angolul rutherfordium) fogadta el. Az elem ideiglenes (szisztematikus) neve unnilkvadium volt. A 104-es elem a nevét Ernest Rutherford (1871–1937) Nobel-díjas kutató tiszteletére kapta.
A Magyar Tudományos Akadémia által 2019. július 24-én kiadott ajánlásban javasolt raderfordium név ellentmond a 2008-ban publikált, jelenleg is érvényes, magyar nyelvű szervetlen kémiai nevezéktanban található radzerfordium változatnak. Több magyar tudós úgy érzi, indokolatlan a név magyar kiejtési szabályok szerinti leírása, s magyarul is a rutherfordium íráskép lenne a megfelelő. A 2019-ben központilag előállított, minden magyar középiskolába 2019. augusztus végén kerülő fali periódusos rendszerben a radzerfordium név szerepel.

## Felfedezése
Az elemet először 1964-ben figyelték meg az akkor még a Szovjetunióhoz tartozó Dubnában. A kutatók 242Pu-t bombáztak felgyorsított 22Ne ionokkal.
{\displaystyle \,_{94}^{242}\mathrm {Pu} +\,_{10}^{22}\mathrm {Ne} \to \,_{104}^{264-x}\mathrm {Rf} }
A kimutatási eljárás során használt cirkónium-tetrakloriddal (ZrCl4) reagál:
{\displaystyle {\ce {Rf +4 ZrCl4 ->RfCl4 +4 ZrCl3}}}
A felfedezett elem tömegszáma 260, a bomlásának felezési ideje 21 másodperc volt.

## Izotópjai
- 261Rf Felezési idő 70 másodperc
- 263Rf Felezési idő 15 perc
- 265Rf Felezési idő 2,5 perc
- 266Rf Felezési idő 10 óra
- 267Rf Felezési idő 1,3 óra
- 268Rf Felezési idő 6 óra

## Fordítás
Ez a szócikk részben vagy egészben  a   Rutherfordium című angol Wikipédia-szócikk ezen változatának fordításán alapul.  Az eredeti cikk szerkesztőit annak laptörténete sorolja fel. Ez a jelzés csupán a megfogalmazás eredetét és a szerzői jogokat jelzi, nem szolgál a cikkben szereplő információk forrásmegjelöléseként.